# 麦克弗森广场

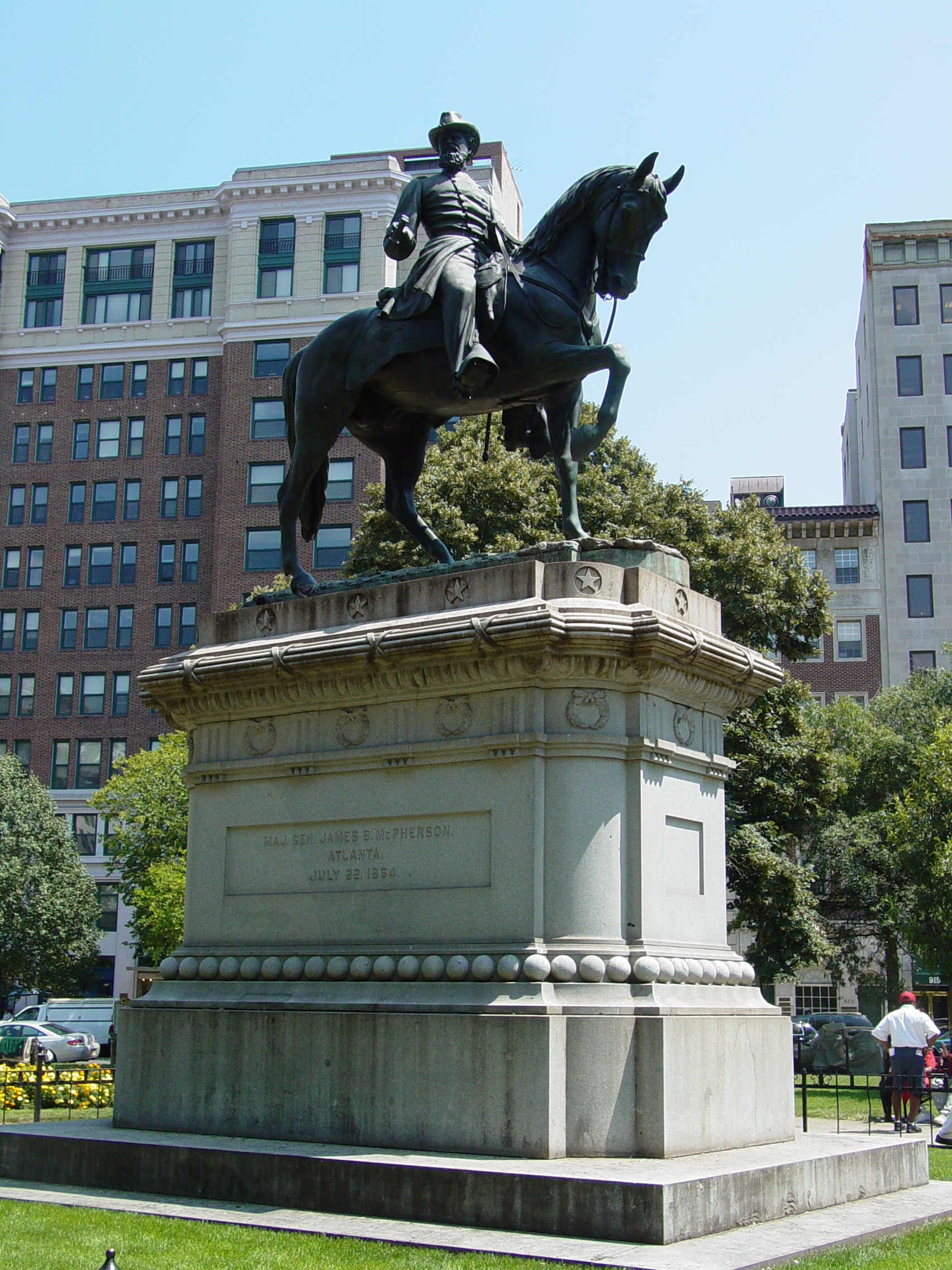
詹姆斯·麦克弗森

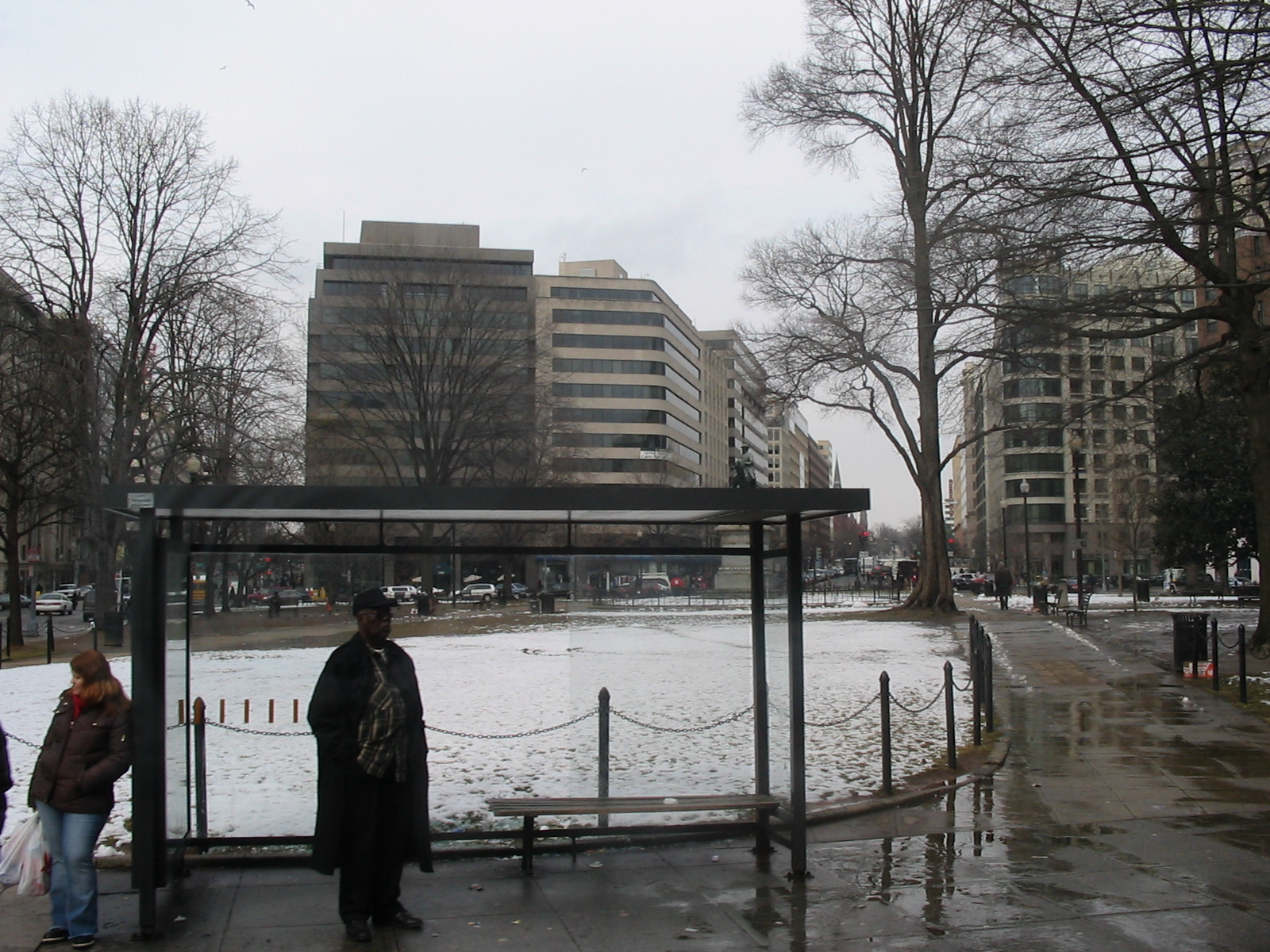
麦克弗森广场冬天

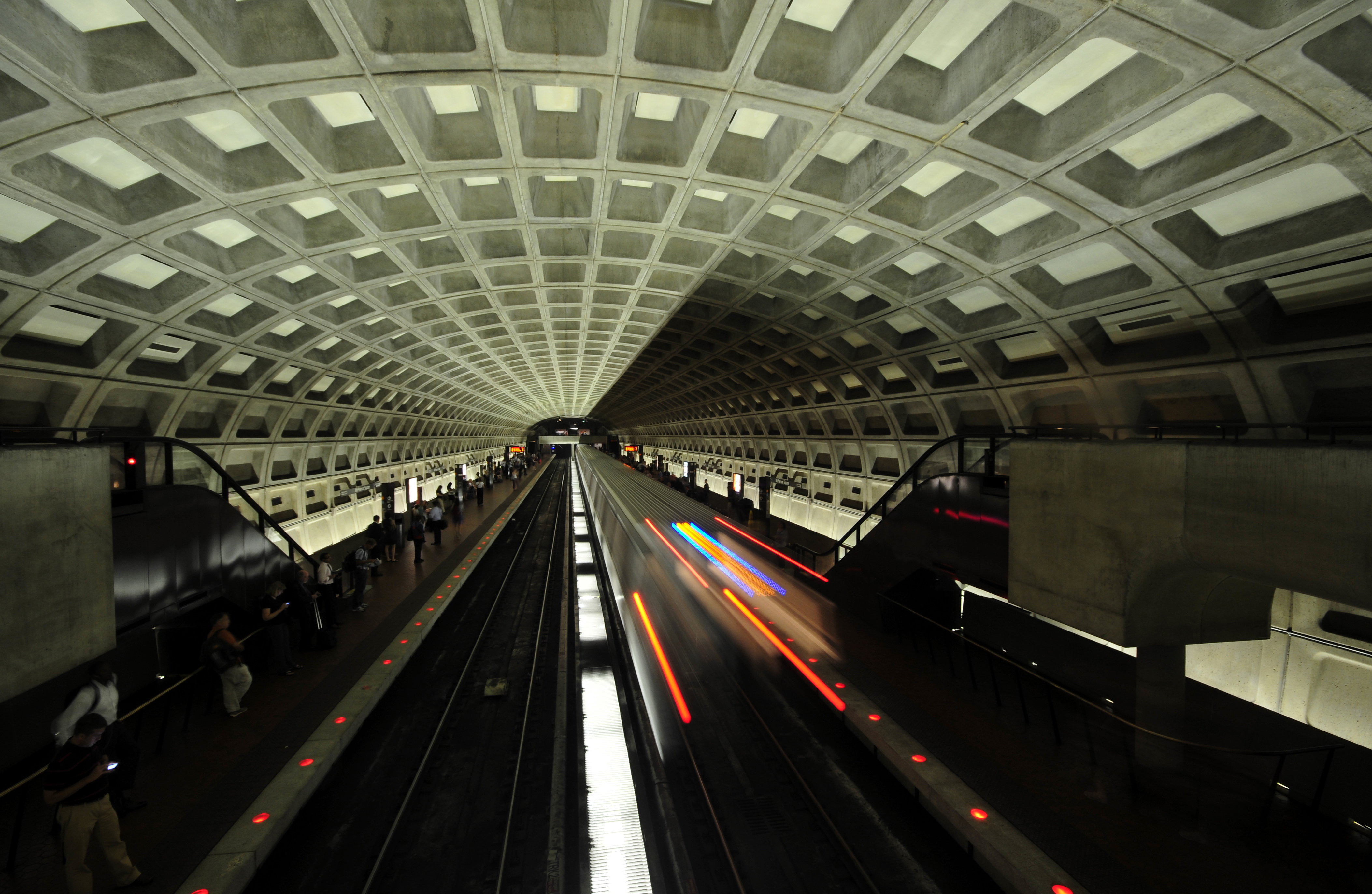
麦克弗森广场地铁站

麦克弗森广场（英語：McPherson Square）是华盛顿哥伦比亚特区西北区的一个城市广场，北到K街，东到佛蒙特大道，南到I街，西到15街。它位于拉法耶特广场东北方。 它是向西两个街区法拉格特广场的姊妹广场。华盛顿地铁在此设有麦克弗森广场站。

## 历史
广场得名于詹姆斯·麦克弗森，美国内战期间的少将，在亚特兰大战役阵亡。
广场位于中心城区商业和商务区，是当地工人和街头小贩，以及餐馆顾客和无家可归者晚上经常光顾的地方。 由于靠近白宫，它也是政治集会、抗议游行的场所。 附近包括美国退伍军人事务部、拉斐特大厦内的美国进出口银行、15街金融区和众多酒店。
2004年，参议员约翰·克里的美国总统竞选总部位于麦克弗森广场的一座建筑。